# Astronesthes oligoa
Astronesthes oligoa is een  straalvinnige vissensoort uit de familie van Stomiidae. De wetenschappelijke naam van de soort is voor het eerst geldig gepubliceerd in 2002 door Parin & Borodulina.